# Fraunhofer-Institut für Software- und Systemtechnik ISST

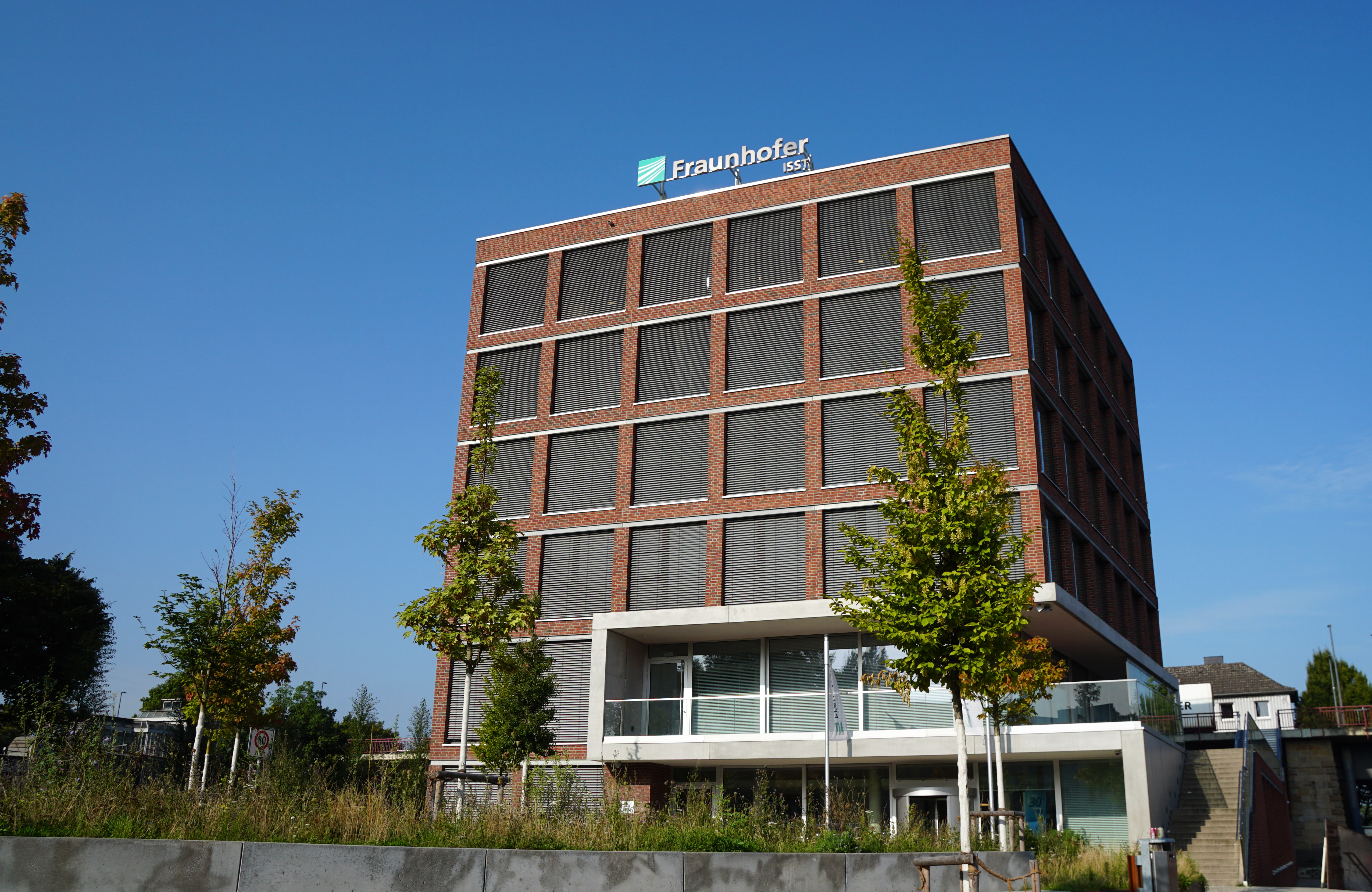

Das Fraunhofer-Institut für Software- und Systemtechnik ISST (Fraunhofer ISST) ist eine Einrichtung der Fraunhofer-Gesellschaft. Es wurde im Jahre 1992 gegründet und hat seinen Sitz in Dortmund. Boris Otto ist seit 2017 Institutsleiter. Der Forschungsschwerpunkt des Instituts liegt heute im Aufbau und in der Ausgestaltung von Datenräumen, die einen souveränen Datenaustausch zwischen verschiedenen Akteuren und auf diese Weise die Wertschöpfung von Daten erhöhen.
Ergebnisse aus der Grundlagenforschung werden – von der Idee bis zur Realisierung – in industriellen Projekten umgesetzt, gleichzeitig fließen die am Institut gewonnenen Erfahrungen in die Lehre und Forschung ein. Das Institut arbeitet im direkten Auftrag für die Industrie, aber auch an öffentlich geförderten Projekten für EU, Bund und Land.
2023 ist das Fraunhofer ISST vom Technologiepark in das entstehende »Digitalquartier Dortmund Hafen« umgezogen. In dem Neubau in der Speicherstraße 6 stehen den Mitarbeitenden direkt am Hafenbecken und mit Blick auf das Alte Hafenamt auf fünf Etagen unterschiedlichste Räume zur Verfügung, aus denen je nach aktuellem Arbeitskontext der beste Arbeitsort für den Tag gewählt werden kann – vom ruhigen Einzelbüro bis hin zu Kreativräumen für Projektmeetings. Im Sinne von »New Work« gehört auch Remote weiterhin zum Arbeitsalltag der Wissenschaftlerinnen und Wissenschaftler.

## Geschichte und Gegenwart
Das Institut wurde 1992 in Berlin, mit einer Außenstelle in Dortmund, beide unter Leitung von Herbert Weber gegründet, wobei insbesondere auch Forschern aus den ehemaligen einschlägigen Instituten der Akademie der Wissenschaften der DDR eine neue Perspektive eröffnet werden sollte.
Zum 1. Juli 2012 sind die beiden Institutsteile des Fraunhofer ISST in Berlin und Dortmund voneinander getrennt worden und der Berliner Institutsteil des Fraunhofer ISST sowie die Fraunhofer-Institute FIRST und FOKUS in Berlin miteinander zum Fraunhofer-Institut für Offene Kommunikationssysteme FOKUS verschmolzen worden.
In Dortmund übernahm Jakob Rehof 2006 die Institutsleitung des Fraunhofer-Instituts für Software- und Systemtechnik ISST, ab 2017 gemeinsam mit Boris Otto. Seit 2022 führt Boris Otto das Institut alleine.

## Forschung und Entwicklung
Das Fraunhofer-Institut für Software- und Systemtechnik ISST identifiziert zusammen mit Unternehmen den strategischen Wert von Daten und macht sie nutzbar- von der Datenaufbereitung bis zur Entwicklung neuer Geschäftsmodelle bietet das Institut komplette Systemlösungen. Die Wissenschaftlerinnen und Wissenschaftler erforschen den Wert von und den souveränen Umgang mit Daten in Datenräumen. Sie entwickeln Lösungen für das Datenmanagement und den Aufbau von Datenarchitekturen.
Das Fraunhofer ISST nimmt eine federführende Rolle bei strategischen Digitalinitiativen in Deutschland und Europa ein. Beispiele sind die International Data Spaces Association (IDSA) und die Gaia-X, European Association for Data and Cloud AISBL, die auf Cloud- und Datensouveränität abzielen und damit die Grundlage für eine faire Datenwirtschaft in Deutschland und Europa schaffen. So schafft das Institut mit seinen Kunden und Partnern aus der Wirtschaft und als Berater der Politik Datenräume für die sichere und kontrollierbare Datennutzung über Unternehmensgrenzen hinweg – für Deutschland, Europa und weltweit.

## Geschäftsfelder
Das Fraunhofer ISST arbeitet in fünf Fachabteilungen: IT Service Providers, Mobility & Smart Cities, Healthcare, Industrial Manufacturing und Dataspace Technologies.

## Kooperationen und Mitgliedschaften
In verschiedenen Fraunhofer-Allianzen und -Themenverbünden kooperiert das Fraunhofer ISST mit weiteren Instituten der Fraunhofer-Gesellschaft. Ziel ist es, Synergien aus den unterschiedlichsten Kompetenzen zu generieren und innovative Themengebiete gemeinsam zu erschließen und weiterzuentwickeln.
Darüber hinaus engagiert sich das Fraunhofer ISST auch in Verbünden, Kooperationen und Netzwerken mit externen Forschungseinrichtungen und Unternehmen. Dieser Austausch gewährleistet eine klare Ausrichtung auf die anwendungsorientierte Forschung und ist eine wichtige Voraussetzung, um dauerhaft Spitzenleistung zu erbringen.

### Netzwerke innerhalb der Fraunhofer-Gesellschaft
- Fraunhofer-Verbund Informations- und Kommunikationstechnologie
- AG Digital Health im Leitmarkt Gesundheit Fraunhofer-Verbund Gesundheit
- Fraunhofer-Allianz Big Data und Künstliche Intelligenz
- Fraunhofer Cluster of Excellence Cognitive Internet Technologies
- Fraunhofer Academy

### Mitgliedschaften
Das Fraunhofer ISST ist Mitglied in folgenden Netzwerken:
- Alumni der Informatik Dortmund e. V. (AIDO)
- Bundesverband Informationswirtschaft, Telekommunikation und neue Medien e. V. (Bitkom)
- Catena-X, Automotive Network
- Daten-Kompetenzzentrum für Städte und Regionen (DKSR)
- Eclipse Foundation
- European Alliance for Industrial Data, Edge and Cloud
- Gaia-X, European Association for Data and Cloud
- HL7 Benutzergruppe in Deutschland e. V.
- International Data Spaces Association
- MedEcon Ruhr e. V. (Netzwerk für Gesundheitswirtschaft an der Ruhr)
- Windo e. V. (Arbeitsgemeinschaft der Wissenschaftlichen Institutionen in Dortmund)

### Hochschulkooperationen
Die universitäre Grundlagenforschung gibt dem Fraunhofer ISST wichtige Impulse für den anwendungsnahen Transfer in die Industrie. Unter sind die Lehrstühle und Professuren aufgeführt, die den Kern des wissenschaftlichen Netzwerks des Fraunhofer ISST bilden und die Mitarbeitenden auch bei einer Promotion unterstützen.

## Kuratorium
Das Fraunhofer ISST wird von einem Kuratorium beraten, dessen Mitglieder aus Wirtschaft, Wissenschaft, Politik und Verwaltung kommen.

## Infrastruktur und Personalentwicklung
Das Institut beschäftigt in Dortmund rund 140 Mitarbeitende in fünf Fachabteilungen und der Verwaltung. In den Fachabteilungen arbeiten vorwiegend Personen mit einem Universitätsabschluss in Informatik bzw. Wirtschaftsinformatik, Ingenieurwissenschaften, Mathematik oder Physik, Betriebs- oder Volkswirtschaft. Hinzu kommen zahlreiche Studenten, die das wissenschaftliche Personal in den Projekten unterstützen.